# Mosjön (Lerbäcks socken, Närke)
Mosjön är en sjö i Askersunds kommun i Närke och ingår i Nyköpingsåns huvudavrinningsområde.